# Nationalliga A (Feldhandball)
Die Nationalliga A war die höchste Spielklasse im Schweizer Feldhandball. Zwischen 1967 und 1969 war der Meister für den IHF-Feldhandball-Europapokal in dem folgenden Jahr qualifiziert.

## Geschichte
Mit der Spielzeit 1933 wurde erstmals eine Schweizer Handballmeisterschaft in einer Spielklasse durchgeführt. Meister der ersten Saison wurde der Abstinenten-Turnverein Basel.
Mit der Spielzeit 1934/35 der 2. Spielklasse wurde eine weitere Spielklasse eingeführt.
Mit der Spielzeit 1937 wurde das erste Mal nicht mehr über den Winter gespielt.
Die Spielzeit 1939 wurde infolge der Mobilmachung abgebrochen.
Die Spielzeit 1944 wurde infolge des Zweiten Weltkriegs abgebrochen.
Mit der Spielzeit 1946 wurde die 1. Spielklasse durch die Nationalliga abgelöst. Die 1. Liga trat die Nachfolge der 2. Spielklasse als zweithöchste Spielklasse an.
Mit der Spielzeit 1952 wurde die Nationalliga in Nationalliga A umbenannt und mit der Nationalliga B, die die 1. Liga als zweithöchste Spielklasse ersetzte, eine weitere Spielklasse gebildet.
Am 15. Mai 1971 wurde in Olten beschlossen, auf die weitere Durchführung einer Schweizer Meisterschaft im Feldhandball zu verzichten. Die Nationalligen wurden nach der Spielzeit 1971 aufgelöst. Letzter Meister der Nationalliga A wurde der TSV St. Otmar St. Gallen.

## Organisation
Organisiert wurde der Spielbetrieb von Beginn an vom Eidgenössischen Turnverein. Ab der Spielzeit 1939 wurde dies vom neugegründeten Handball-Ausschuss (HBA) des ETV übernommen.

## Meister
| Jahr                                                    | Meister                            | Punkte (M)                         | Vizemeister                        | Punkte (VM)                        |
| ------------------------------------------------------- | ---------------------------------- | ---------------------------------- | ---------------------------------- | ---------------------------------- |
| ↓ Schweizerische Handballmeisterschaft (1933–1933/34) ↓ |                                    |                                    |                                    |                                    |
| 1933                                                    | Abstinenten-Turnverein Basel       | 4                                  | Grasshopper Club Zürich            | 2                                  |
| 1933/34                                                 | Grasshopper Club Zürich            | 4                                  | Abstinenten-Turnverein Basel       | 2                                  |
| ↓ 1. Spielklasse (1934/35–1945) ↓                       |                                    |                                    |                                    |                                    |
| 1934/35                                                 | Grasshopper Club Zürich            | 4                                  | Abstinenten-Turnverein Basel       | 2                                  |
| 1935/36                                                 | Abstinenten-Turnverein Basel       | 4                                  | Grasshopper Club Zürich            | 2                                  |
| 1936/37                                                 | Abstinenten-Turnverein Basel       | 4                                  | Grasshopper Club Zürich            | 2                                  |
| 1937                                                    | HC Amicitia                        | 7                                  | GG Bern                            | 6                                  |
| 1938                                                    | Grasshopper Club Zürich            | 5                                  | Abstinenten-Turnverein Basel       | 4                                  |
| 1939                                                    | Abbruch infolge der Mobilmachung   | Abbruch infolge der Mobilmachung   | Abbruch infolge der Mobilmachung   | Abbruch infolge der Mobilmachung   |
| 1940                                                    | Grasshopper Club Zürich            | 4                                  | Abstinenten-Turnverein Basel       | 2                                  |
| 1941                                                    | GG Bern                            | 20                                 | Grasshopper Club Zürich            | 17                                 |
| 1942                                                    | GG Bern                            | 25                                 | Grasshopper Club Zürich            | 22                                 |
| 1943                                                    | GG Bern                            | 6                                  | Grasshopper Club Zürich            | 2                                  |
| 1944                                                    | Abbruch infolge des 2. Weltkrieges | Abbruch infolge des 2. Weltkrieges | Abbruch infolge des 2. Weltkrieges | Abbruch infolge des 2. Weltkrieges |
| 1945                                                    | BTV Aarau                          | 3                                  | Abstinenten-Turnverein Basel       | 3                                  |
| ↓ Nationalliga (1946–1951) ↓                            |                                    |                                    |                                    |                                    |
| 1946                                                    | Grasshopper Club Zürich            | 23                                 | BTV Aarau                          | 19                                 |
| 1947                                                    | Grasshopper Club Zürich            | 23                                 | BTV Aarau                          | 22                                 |
| 1948                                                    | Grasshopper Club Zürich            | 22                                 | BTV Aarau                          | 21                                 |
| 1949                                                    | BTV Aarau                          | 23                                 | TV Unterstrass                     | 20                                 |
| 1950                                                    | BTV Aarau                          | 26                                 | Grasshopper Club Zürich            | 20                                 |
| 1951                                                    | Grasshopper Club Zürich            | 24                                 | BTV Aarau                          | 20                                 |
| ↓ Nationalliga A (1952–1971) ↓                          |                                    |                                    |                                    |                                    |
| 1952                                                    | Grasshopper Club Zürich            | 28                                 | BTV Aarau                          | 20                                 |
| 1953                                                    | Grasshopper Club Zürich            | 21                                 | Pfadi Winterthur                   | 18                                 |
| 1954                                                    | TV Länggasse Bern                  | 26                                 | Grasshopper Club Zürich            | 22                                 |
| 1955                                                    | Grasshopper Club Zürich            | 27                                 | TV Länggasse Bern                  | 18                                 |
| 1956                                                    | BTV Aarau                          | 21                                 | TV Länggasse Bern                  | 21                                 |
| 1957                                                    | TV Länggasse Bern                  | 26                                 | Grasshopper Club Zürich            | 17                                 |
| 1958                                                    | Grasshopper Club Zürich            | 22                                 | BTV Aarau                          | 21                                 |
| 1959                                                    | Grasshopper Club Zürich            | 26                                 | BTV Aarau                          | 18                                 |
| 1960                                                    | BTV Aarau                          | 23                                 | TV Unterstrass                     | 19                                 |
| 1961                                                    | TV Unterstrass                     | 23                                 | Grasshopper Club Zürich            | 20                                 |
| 1962                                                    | BTV Aarau                          | 26                                 | Grasshopper Club Zürich            | 22                                 |
| 1963                                                    | Grasshopper Club Zürich            | 23                                 | TV Unterstrass                     | 16                                 |
| 1964                                                    | TSV St. Otmar St. Gallen           | 20                                 | RTV 1879 Basel                     | 19                                 |
| 1965                                                    | Grasshopper Club Zürich            | 25                                 | TV Suhr                            | 20                                 |
| 1966                                                    | TV Suhr                            | 21                                 | BTV Aarau                          | 16                                 |
| 1967                                                    | TV Suhr                            | 23                                 | TSV St. Otmar St. Gallen           | 16                                 |
| 1968                                                    | TSV St. Otmar St. Gallen           | 28                                 | TV Suhr                            | 24                                 |
| 1969                                                    | TSV St. Otmar St. Gallen           | 27                                 | TV Suhr                            | 22                                 |
| 1970                                                    | TSV St. Otmar St. Gallen           | 20                                 | TV Suhr                            | 19                                 |
| 1971                                                    | TSV St. Otmar St. Gallen           | 14                                 | TV Suhr                            | 14                                 |

1. 1 2  Die Zahlen geben keine Punkte wieder, sondern das Resultat des Finales. Im Jahre 1937 wurde keine Finalrunde gespielt, sondern es fand ein Finalspiel zwischen den ersten der Gruppe Ost und West statt.

## Erfolgreichste Vereine
| Rang | Verein                       | Meister | Zweiter | Titeljahre                                                                                     |
| ---- | ---------------------------- | ------- | ------- | ---------------------------------------------------------------------------------------------- |
| 1.   | Grasshopper Club Zürich      | 15      | 11      | 1933/34, 1934/35, 1938, 1940, 1946, 1947, 1948, 1951, 1952, 1953, 1955, 1958, 1959, 1963, 1965 |
| 2.   | BTV Aarau                    | 6       | 8       | 1945, 1949, 1950, 1956, 1960, 1962                                                             |
| 3.   | TSV St. Otmar St. Gallen     | 5       | 1       | 1964, 1968, 1969, 1970, 1971                                                                   |
| 4.   | Abstinenten-Turnverein Basel | 3       | 5       | 1933, 1935/36, 1936/37                                                                         |
| 5.   | GG Bern                      | 3       | 1       | 1941, 1942, 1943                                                                               |
| 6.   | TV Suhr                      | 2       | 5       | 1966, 1967                                                                                     |
| 7.   | TV Länggasse Bern            | 2       | 2       | 1954, 1957                                                                                     |
| 8.   | TV Unterstrass               | 1       | 3       | 1961                                                                                           |
| 9.   | HC Amicitia                  | 1       | 0       | 1937                                                                                           |
| 10.  | Pfadi Winterthur             | 0       | 1       |                                                                                                |
| 10.  | RTV 1879 Basel               | 0       | 1       |                                                                                                |

## IHF-Feldhandball-Europapokal Teilnehmer
Folgende Mannschaften qualifizierten sich für den IHF-Feldhandball-Europapokal.
| Jahr | Mannschaft                   | Platz | Qualifikation |
| ---- | ---------------------------- | ----- | ------------- |
| 1968 | TV Suhr                      | 3     | 1967          |
| 1969 | TSV St. Otmar St. Gallen     | 3     | 1968          |
| 1970 | TSV St. Otmar St. Gallen (2) | 3     | 1969          |